# 대방부부인 송씨
대방부부인 송씨(帶方府夫人, 1434년 ~ 1507년)는 조선 전기의 왕족으로 세종의 여덟째 아들 영응대군의 첫 부인이며, 단종의 부인 정순왕후의 친고모이다. 몸이 병약하여 강제 이혼당하였으나 영응대군은 그를 잊지 못하여 재결합했다. 그러나 남편 사후 군장사(窘長寺)의 중 학조와 간통하여 물의를 빚었다. 본관은 여산이다.

## 생애
판중추부사 송복원의 딸이며 지돈녕부사 송현수의 누이이다. 몸이 병약하여 강제 이혼당하여 친정으로 돌아갔다. 그 뒤 영응대군은 재혼했지만 아내를 잊지 못하여 송씨의 사가에 찾아갔고 두 사람 사이에 두 딸이 태어났다. 결국 단종 때 송씨는 영응대군과 재결합했다. 영응대군과의 사이에 아들을 여럿 낳았으나 모두 죽고 살아남은 것은 딸 길안현주 뿐이다. 1479년 성종 대에 중전 윤씨가 폐위되자 어린 원자는 잠시 송씨의 집에서 보살핌을 받았다. 군장사란 절에 올라가 설법을 듣다가 계집종이 깊이 잠들면 승려 학조와 사통을 했다. 무오사화 당시 이 사실도 사초에 들어 있었다.

## 인물
조선왕조실록에서는 송씨의 성품이 질투심이 많고 사나워 영응대군이 그녀를 매우 총애하다가 나중에는 두려워했다고 적고 있다. 누군가에게 낡은 옷을 한 벌 주려해도 송씨의 허락이 필요했으며 허락없이는 주지 못했다고 한다. 송씨는 평소 궁중에 자주 드나들면서 외명부 중에서도 각별히 총애를 받았는데 그 조카인 송영이 높은 관직에 오를 수 있었던 것도 송씨 덕분이었다. 송영이 논핵을 당했을 때 그 처가 8촌 오라비 홍석보의 집을 찾아가 남편의 일을 청탁하며, 시고모인 송씨가 마음이 불편해 병이 났다고 전하자 윤은로 등이 송영을 탄핵하였다. 그러나 성종은 이를 듣지 않고 윤은로 등을 벌하였다. 또한 송현수의 아들인 송거가 아버지의 죄로 인해 관직에 나아가지 못할 때 송씨는 조카의 과거 응시를 성종에게 부탁하기도 했다. 조선왕조실록에는 성종과 연산군이 송씨에게 여러 차례에 걸쳐 노비와 쌀, 베 등 물품을 하사한 기록이 등장한다.

## 가족 관계
- 아버지 : 송복원
  - 친정 오라비 : 송현수
  - 친정 올케 : 민씨
    - 조카 : 정순왕후
    - 조카사위 : 단종
- 남편 : 영응대군
  - 딸 : 길안현주 억천(吉安縣主 億千)
  - 사위 : 능천부원군 구수영(綾川府院君 具壽永)
    - 외손자 : 능양위 구문경(綾陽尉 具文璟)
    - 외손부 : 휘신공주(연산군의 딸)
    - 외손녀 : 구순복(具順福)
    - 외손서 : 임희재(任熙載, 1472년 ~ 1504년, 임사홍의 아들)
- 정인 : 학조

## 기타
승려 학조와의 간통 사건은 후일 무오사화의 원인의 하나가 된다. 학조를 매우 혐오한 김종직은 이를 두고 경멸, 비판했는데, 김종직의 제자들 중 누군가 실록을 편찬할 때 송씨와 학조의 불륜 사실을 기사로 넣어서 문제가 됐고, 이는 무오사화까지 이어진다.
박경은 김일손과 기맥이 통하여 홍인문 밖에서 '영응대군 부인 송씨가 중 학조와 사통(私通)을 했다'는 방문(榜文)을 보고 알렸다가, 김일손이 사초에 적는 바람에 호된 고문을 당하고 겨우 살아난 적이 있었다.

## 관련 서적
- 박홍갑, 《사관 위에는 하늘이 있소이다》 (가람기획, 1999)
- 이덕일, 《조선 선비 살해사건》 (다산초당, 2006)
- 이덕일, 《사화로 보는 조선 역사》 (석필, 2005)

## 같이 보기
| - 영응대군 - 임영대군 - 송복원 - 송현수 - 정순왕후 - 학조 - 어우동 - 이구지 - 유감동 - 봉석주 | - 세종대왕 - 단종 - 김종직 - 조의제문 - 무오사화 - 한명회 - 신숙주 - 홍윤성 |